# Радек Пех
Радек Пех (чеськ. Radek Pech, нар. 29 листопада 1963) — чеський державний і політичний діяч, дипломат. Надзвичайний і Повноважний Посол Чехії в Україні (з 2023).

## Життєпис
Народився 29 листопада 1963 року в Чеські Будейовиці, Чехословаччина. У 1986 році закінчив Карлів університет в Празі, філософський факультет (спеціалізація — історія). У 1994 Віденську дипломатичну академію. Володіє англійською, російською, німецькою, румунською, французькою мовами.
У 1986—1992 рр. — Науковий співробітник, Чехословацька академія наук, Інститут історії Центральної та Східної Європи
У 1992—1994 рр. — Референт, Департамент аналізи та планування політики, МЗС Чехії
У 1994—1996 рр. — Заступник директора, Департамент аналізи та планування політики, МЗС Чехії
У 1996—1997 рр. — Директор, 3-й територіальний департамент східної та Південносхідної Європи, МЗС Чехії
У 1997—2001 рр. — Надзвичайний і Повноважний Посол Чехії у Фінляндії та Естонії.
У 2001—2002 рр. — Референт, Департамент аналізу та планування політики, МЗС Чехії
У 2002—2006 рр. — Надзвичайний і Повноважний Посол Чеської Республіки в Румунії та Молдові
У 2006—2007 рр. — Директор, Департамент координації та інституції ЄС, МЗС Чехії
У 2007—2009 рр. — Директор, Департамент загальних питань ЄС, МЗС Чехії
У 2009—2010 рр. — Директор Офісу міністра закордонних справ Чехії
У 2010—2014 рр. — Надзвичайний і Повноважний Посол Чехії в Литві
У 2014—2017 рр. — Директор Департаменту країн Північної та Східної Європи, МЗС Чехії
У 2017—2017 рр. — Молодший заступник Міністра з питань Європи, МЗС Чехії
У 2017—2023 рр. — Надзвичайний і Повноважний Посол Чехії в Данії
З 2023 року — Надзвичайний і Повноважний Посол Чехії в Україні.
1 листопада 2023 року вручив копії вірчих грамот заступнику міністра МЗС України Євгену Перебийносу.
10 листопада 2023 року вручив вірчі грамоти Президенту України Володимиру Зеленському